# Tony Choy
Anthony "Tony" Choy (ur. 1971 w Hawanie) – amerykański muzyk, wokalista i kompozytor kubańskiego pochodzenia, wirtuoz gitary basowej.
W wieku sześciu lat wyemigrował wraz z rodziną do Stanów Zjednoczonych, gdzie zamieszkał w Miami w stanie Floryda. Tony Choy działalność artystyczną rozpoczął pod koniec lat 80. XX w. w amerykańskiej formacji progmetalowej Cynic. W 1990 i 1991 roku wraz z grupą nagrał dwie kasety demo. Z zespołu odszedł w 1993 roku na krótko przed nagraniami debiutanckiego albumu studyjnego zespołu pt. Focus (1993).
W międzyczasie uzupełnił także skład holenderskiej grupy Pestilence z którą nagrał wydany w 1991 roku album pt. Testimony of the Ancients (1991). Choy opuścił kwartet niespełna rok później. W 2006 roku dołączył do supergrupy C-187, wraz z którą nagrał album Collision. Do Pestilence powrócił niemal szesnaście lat później. W 2009 roku nagrał z grupą album pt. Resurrection Macabre (2009). Tego samego roku Choy ponownie odszedł z zespołu.
W 2010 roku Choy powołał zespół pod nazwą Synkronizity. Skład formacji uzupełnili ponadto: gitarzysta Santiago Dobles znany z występów w grupie Aghora, perkusista Matt Thompson - członek King Diamond, wokalista Grant Petty oraz keyboardzista Arbise Gonzales. Znaczną popularność Choy zyskał za sprawą występów w grupie Area 305 wykonującej latynoską muzykę popową. Wraz z zespołem nagrał trzy albumy studyjne: Area 305 (2002), Hay Que Cambiar (2004) oraz Versión 2.0 (2010). Szereg nagrań formacji było notowanych na liście Billboard Latin Pop Airplay.
Choy jako muzyk sesyjny oraz wokalista wspierający współpracował ponadto z takimi wykonawcami jak: Innis, Juan Gabriel oraz Julio Iglesias. Jako perkusjonista grał w licznych klubach nocnych w Miami w tym: Space Miami, Nikki Beach, Crobar, VooDoo Lounge oraz Mia Ultra Lounge. Jest właścicielem firmy produkcyjnej Achoymusic.
W latach 1991, 1993-1994 i 2006-2010 występował w zespole Atheist. W 2012 roku ponownie dołączył do grupy. Cztery lata później, również ponownie dołączył do zespołu Patricka Mameliego - Pestilence.

## Instrumentarium
- Ibanez BTB775PB-CN 5 Fretted[14]
- Ibanez SR5006E-OL 6 Fretted[14]
- Fender Jazz Bass 4 Fretted
- Zon Sonus Amber 5 Fretted[15]

## Dyskografia
- Atheist – Unquestionable Presence (1991, Active Records, Metal Blade Records)
- Pestilence – Testimony of the Ancients (1991, Roadrunner Records)
- Atheist – Elements (1993, Active Records, Metal Blade Records)
- Pestilence – Mind Reflections (1994, Roadrunner Records, kompilacja)
- Innis – Es Por Ti (2001, RCA)
- Juan Gabriel – Por Los Siglos (2001, Sony U.S. Latin)
- Area 305 – Area 305 (2002, Univision Music)
- Area 305 – Hay Que Cambiar (2004, Univision Music)
- Atheist – Atheist - The Collection (2005, Relapse Records, kompilacja)
- C-187 – Collision (2007, Mascot Records)
- Pestilence – Resurrection Macabre (2009, Mascot Records)
- Atheist – Unquestionable Presence: Live at Wacken (2009, Relapse Records)
- Area 305 – Versión 2.0 (2010, Area305music Inc.)
- Synkronizity – Cultivation (2012, Achoymusic Group)

## Nagrody i wyróżnienia
| Rok  | Nagroda                | Kategoria                                                | Uwagi     |
| ---- | ---------------------- | -------------------------------------------------------- | --------- |
| 2003 | Premios Lo Nuestro     | "Revelation od the Year" (Area 305)                      | Nominacja |
| 2003 | Latin Billboard Awards | "Salsa Airplay Track, Revelation od the Year" (Area 305) | Nominacja |
| 2003 | Premios Tu Musica      | "Best Recording Of A Group Or Duo" (Area 305)            | Nagroda   |
| 2004 | Latin Grammy Awards    | "Best Pop Album By a Duo or Group With Vocal" (Area 305) | Nominacja |